# Tellervo tibula
Tellervo tibula är en fjärilsart som beskrevs av Hans Fruhstorfer 1911. Tellervo tibula ingår i släktet Tellervo och familjen praktfjärilar. Inga underarter finns listade i Catalogue of Life.